# 音沢駅
音沢駅（おとざわえき）は、富山県黒部市宇奈月町内山にある富山地方鉄道本線の駅である。駅番号はT40。

## 歴史
- 1923年（大正12年）11月21日：黒部鉄道により開業。
- 1943年（昭和18年）
  - 1月1日：富山県内の全鉄道会社が富山電気鉄道を中心とする富山地方鉄道（地鉄）に統合され、同社の黒部線となる。
  - 11月11日：旧黒部鉄道の路線は600Vから1500Vへの昇圧とプラットホーム改修等の工事が完了し、電鉄富山駅からの直通運転が開始された[1]。

## 駅構造
単式ホーム1面1線を持つ地上駅。無人駅である。

## 利用状況
「統計黒部」によると、2019年度の一日平均乗降人員は73人であった。なお、2003年度以降の乗降人員は以下の通りである。
| 年度   | 一日平均 乗降人員 |
| ------ | ----------------- |
| 2003年 | 75                |
| 2004年 | 73                |
| 2005年 | 76                |
| 2006年 | 77                |
| 2007年 | 70                |
| 2008年 | 72                |
| 2009年 | 71                |
| 2010年 | 70                |
| 2011年 | 72                |
| 2012年 | 74                |
| 2013年 | 85                |
| 2014年 | 75                |
| 2015年 | 83                |
| 2016年 | 82                |
| 2017年 | 79                |
| 2018年 | 75                |
| 2019年 | 73                |
| 2020年 | 59                |
| 2021年 | 48                |
| 2022年 | 81                |

## 駅周辺
駅名になっている音沢の集落は黒部川の対岸に位置している。駅周辺は内山地区のはずれであり、民家は少ない。
- 黒部川

## 隣の駅
富山地方鉄道
■本線
■アルペン特急・■特急
通過
■急行（上りのみ運転）・■普通
内山駅 (T39) - 音沢駅 (T40) - 宇奈月温泉駅 (T41)